# Symphonie no 33 de Joseph Haydn
Pour les articles homonymes, voir Symphonie no 33.

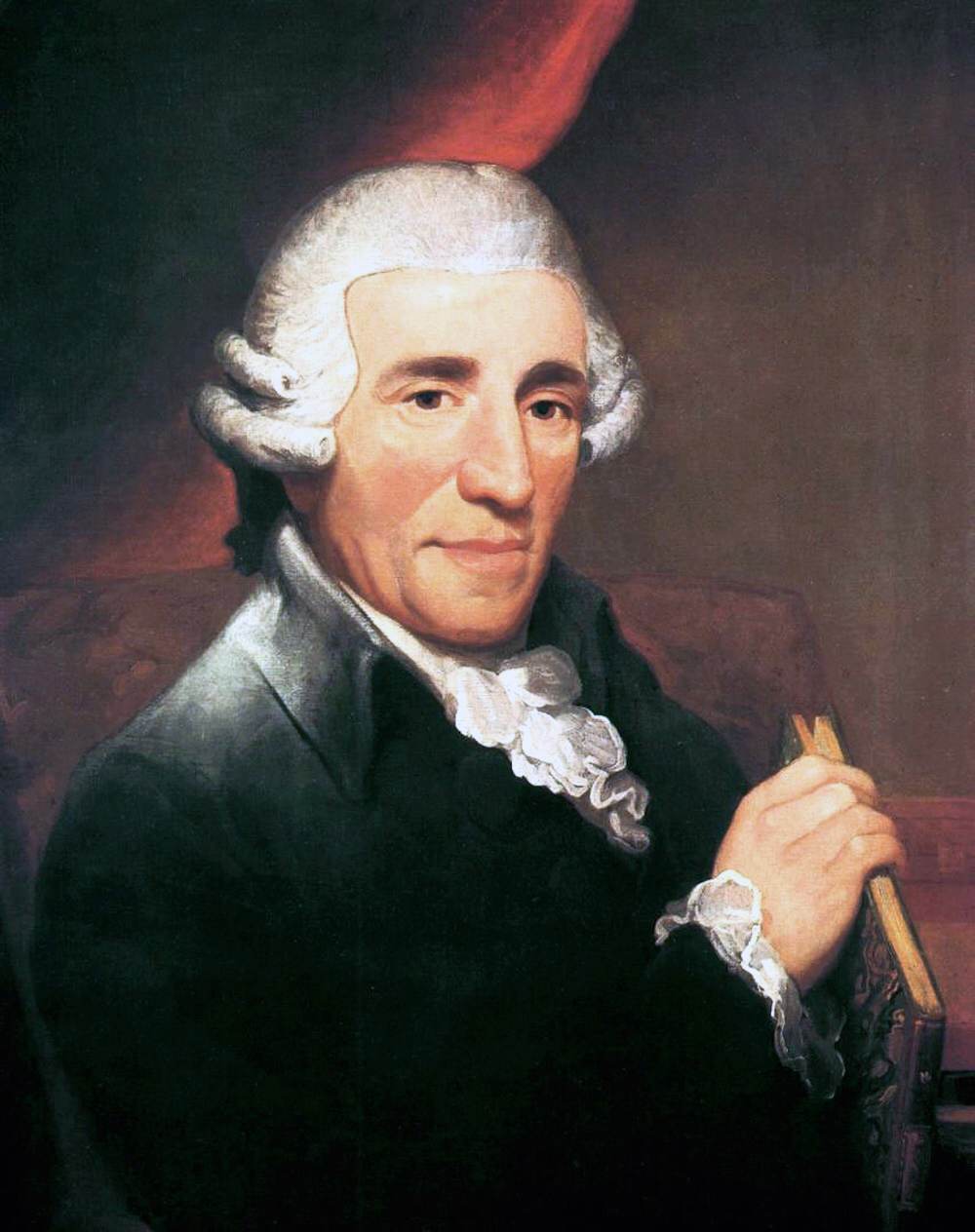
Joseph Haydn

La Symphonie no 33 en do majeur Hob. I:33 est une symphonie du compositeur autrichien Joseph Haydn, composée en 1763-1765.

## Analyse de l'œuvre
La symphonie comporte quatre mouvements:
1. Vivace
2. Andante
3. Menuet
4. Allegro

Durée approximative : 22 minutes.

## Instrumentation
- Deux hautbois, deux bassons, deux cors, deux trompettes, timbales, cordes et continuo.